# Půjdu za svým hněvem
Půjdu za svým hněvem (gruzínsky გზაზე ერთი კაცი მიდიოდა) je nejznámější román gruzínského spisovatele Othara Čiladze. Současný gruzínský básník v románu vytváří nový mýtus na motivy řecké báje o Zlatém rounu. Dílo historické i současné, filozofické i básnické, v němž se střetá idealistický básník a sochař s životním realistou a věrným služebníkem krále. Román patří ke stěžejním dílům magického realismu.